# الكرسي الرسولي

العلاقات الدبلوماسية بين الكرسي البابوي والعالم.

الكرسي الرسولي أو الكرسي البابوي (باللاتينية: Sancta Sedes) هو كيان سياسي قانوني معترف به دوليا يرأسه «أسقف روما» أو رأس الكنيسة الكاثوليكية، المعروف عموما باسم بابا روما أو الحبر الروماني. وتمثل الإدارة البابوية الرومانية الحكومة المركزية في الكرسي الرسولي وهي تمثل مجموعة من الإدارات والهيئات الكنسية والتي يرأسها البابا. وُيعتبر الكرسي الرسولي المتحدث باسم الكنيسة الكاثوليكية. كما يخضع الكرسي الرسولي لكافة القوانين والاتفاقيات الدولية المعمول بها.
يعود تاريخ الكرسي الرسولي إلى العصور الأولى للمسيحية كذلك فان دولة الفاتيكان هي دولة ذات مساحة جغرافية محددة أنشئت بعد معاهدة اللاتران بين الفاتيكان وإيطاليا والتي تهدف إلى استقلالية البابا في إدارة شؤون كنيسته.
يتم الخلط أحيانًا بين الكرسي الرسولي وبين دولة الفاتيكان، ففي حين يقوم السفراء الأجانب بتقديم أوراق اعتمادهم من داخل مدينة الفاتيكان إلا أنهم يقدمون الأوراق إلى الكرسي الرسولي وليس دولة الفاتيكان. كما أن مبعوثي وسفراء البابا الدوليين يقدمون على كونهم من قبل الكرسي الرسولي وليس دولة الفاتيكان.
يدير وزير الخارجية في الكرسي الرسولي علاقات الفاتيكان مع دول العالم المختلفة، عن طريق السفارات والبعثات الدبلوماسية، ويبلغ عدد دول العالم التي تتبادل التمثيل الديبلوماسي والفاتيكان 183 دولة، إضافة إلى عدد من المنظمات والجمعيات العالمية كجمعية فرسان مالطا والاتحاد الأوروبي ومنظمة التحرير الفلسطينية وثمانية وثلاثين منظمة عالمية أخرى، ويعلن الكرسي الرسولي أن انضمامه للمنظمات الدولية يأتِ «تعزيزًا للفكر السلمي الذي يدافع عنه الفاتيكان»؛ أيضًا فإن الفاتيكان يعتبر عضو مراقب في منظمة الأمم المتحدة؛ ولدى معظم دول العالم تمثيل ديبلوماسي مع الكرسي الرسولي بإستثناء 13 دولة معترف بها عالميًا دولة فقط لا تتبادل التمثيل الديبلوماسي مع الكرسي الرسولي، سبعة دول منها إسلامية وهي بروناي، جزر القمر، الصومال، الصحراء الغربية، المالديف، السعودية وأفغانستان وأربعة دول شيوعية وهي الصين، فييتنام، كوريا الشمالية، ولاوس ودولة بوذية وهي بوتان ودولة مسيحية واحدة وهي توفالو. من بين 13 دولة لا تتبادل التمثيل الديبلوماسي مع الكرسي الرسولي فقط أربعة منها لا توجد لديها علاقة من أي نوع مع الكرسي الرسولي وهي بوتان، المالديف، كوريا الشمالية والصين. ومنذ عام 2015 وبالاتفاق مع حكومة فيتنام، أصبح لدى الكرسي الرسولي ممثل بابوي غير مقيم في هذا البلد. أما أحدث دول افتتحت علاقات مع الفاتيكان فهي ‌سلطنة عمان عام 2023.
على الرغم من أن الكرسي الرسولي يُشار إليه أحياناً على أنه «الفاتيكان»، فقد تم تأسيس دولة مدينة الفاتيكان بشكل مميز مع اتفاقية لاتران عام 1929 بين الكرسي الرسولي وإيطاليا لضمان الاستقلال الزمني والدبلوماسي والروحي للمؤسسة البابوية. على هذا النحو، يتم اعتماد السفراء رسميًا لدى الكرسي الرسولي وليس دولة الفاتيكان. وعلى العكس من ذلك، فقد تم الاعتراف بالنيابة الحبرية أو البابويَّة للدول والمنظمات الدولية على أنها تمثل الكرسي الرسولي والكنيسة الكاثوليكية إلى جانب أعضائها البالغ عددهم 1.3 مليار، وليس دولة مدينة الفاتيكان، كما هو منصوص عليه أيضًا في القانون الكنسي للكنيسة الكاثوليكية في عام 1983. وهكذا يشير «الكرسي الرسولي» إلى الكرسي الروماني الذي يُنظر إليه على أنه الحكومة المركزية للكنيسة الكاثوليكية. تُعد الكنيسة الكاثوليكية، بدورها، أكبر مزود غير حكومي للتعليم والرعاية الصحية في العالم، في حين أن الوضع الدبلوماسي للكرسي الرسولي يسهل الوصول إلى شبكتها الدولية الواسعة من الجمعيات الخيرية.

## تاريخ الكرسي الرسولي
وفقًا للتقاليد الكاثوليكية، تأسس الكرسي الرسولي لأسقفية روما في القرن الأول الميلادي على يد القديسين بطرس وبولس. أقرَّ مرسوم ميلانو عام 313 ميلادي، والصادر عن الإمبراطور الروماني قسطنطين العظيم، بالوضع القانوني للكنيسة الكاثوليكية وممتلكاتها، وأصبحت كنيسة الدولة الرسمية للإمبراطورية الرومانية بعد مرسوم سالونيك عام 380 في زمن الإمبراطور الروماني ثيودوسيوس الأول.
بعد سقوط الإمبراطورية الرومانية الغربية عام 476، اعتُرف بالولاية القانونية المؤقتة للسيادة البابوية العليا، بإعلانها في القانون الكنسي للكنيسة الكاثوليكية. منح ليوتبراند ملك اللومبارد الكرسي الرسولي أراض في دوقية روما عام 728 بما سمي تبرع سوتري، ومُنح الكرسي الرسولي السيادة المطلقة من خلال تبرع بيبين عام 756 ميلادي الذي منحه بيبين، ملك الفرنجة.
وهكذا سيطرت الدولة البابوية على أراض واسعة وقوات مسلحة لمدة طويلة 756 - 1870. تَوج البابا ليو الثالث شارلمان إمبراطورًا رومانيًا بطريقة نقل السلطة عام 800. وبلغت قوة البابا ذروتها عندما أصبح مسؤولًا عن التتويج البابوي لأباطرة الإمبراطورية الرومانية المقدسة من عام 858، وعندما فُعِّلت البنود البابوية عام 1075 مما سمح للبابا بعزل الحكام من السلطة أيضًا. لا يزال من الممكن تتبع تاريخ السيادة الخاصة للعديد من الدول الحديثة إلى مراسيم بابوية صدرت في القرون الوسطى.
احتفظ الكرسي الرسولي بسيادته على الرغم من النهب والاحتلال الذي أُلحق بروما مطلع العصور الوسطى. ومع هذا، توترت العلاقات بين مملكة إيطاليا والإمبراطورية الرومانية المقدسة، بسبب اتفاق دبلوما أوتونيانوم وكتيب حول السلطة الإمبراطورية في مدينة روما الذي يتعلق «بتراث القديس بطرس» في القرن العاشر، وجدل التنصيب بين عامي 1076 - 1122، ولكن العلاقات استقرت مرة أخرى بعد معاهدة فورمس بين الدولة والكنيسة عام 1122. مارست بابوية أفنيون المنفية خلال الفترة الممتدة بين 1309 و1376 ضغوطًا إضافية على البابوية، ولكنها مع ذلك عادت أخيرًا إلى روما. انتقد البابا إنوسنت العاشر سلام وستفاليا عام 1648 لأنه أضعف سلطة الكرسي الرسولي في معظم أنحاء أوروبا. وبعد الثورة الفرنسية، احتُلت الولايات البابوية تحت مسمى «الجمهورية الرومانية» من 1798 وحتى 1799، واعتُبرت جمهورية شقيقة للإمبراطورية الفرنسية الأولى تحت حكم نابليون، قبل إعادة أراضيها إلى ما كانت عليه مرة أخرى.
رغم ذلك، كان الكرسي الرسولي حاضرًا في مؤتمر فيينا (1814-1815) واعتُبر «كيانًا دائمًا بحكم القانون الدولي العرفي العام أمام جميع الدول». اعتُرفَ بالولايات البابوية في ظل حكم البابوية، وعادت بدرجة كبيرة إلى حدودها السابقة. على الرغم من استيلاء المملكة الإيطالية على روما في 1870 والقضية الرومانية خلال حقبة سافويارد (التي جعلت من البابا «سجين الفاتيكان» من 1870 وحتى 1929)، فقد ظلت البابوية كيانًا قانونيًا دوليًا. ظل هذا الوضع مصانًا وحتى أنه تعزز، من خلال العلاقات الدبلوماسية المستمرة والمتنامية مع بلدان أخرى.
اعترفت اتفاقية لاتران الموقعة في 11 فبراير 1929 بين الكرسي الرسولي وإيطاليا، بمدينة الفاتيكان دويلة مستقلة، بالإضافة إلى الاعتراف بالممتلكات التي تتجاوز الحدود الإقليمية في جميع أنحاء المنطقة. ومنذ ذلك الحين، تتميز مدينة الفاتيكان بكونها تحت «الملكية الكاملة، والسيادة الحصرية، والسلطة السيادية، والولاية القضائية» للكرسي الرسولي.

## التنظيم
الكرسي الرسولي واحد من آخر سبع ممالك مطلقة متبقية في العالم، إلى جانب المملكة العربية السعودية، وإسواتيني، والإمارات العربية المتحدة، وقطر، وبروناي، وسلطنة عمان. يحكم البابا الكنيسة الكاثوليكية من خلال ما يسمى بالكوريا الرومانية. تتكون الكوريا من مجمع من الإدارات التي تدير شؤون الكنيسة على أعلى المستويات، بما في ذلك أمانة الدولة، وتسع دوائر، وثلاث محاكم، وأحد عشر مجلسًا بابويًا، وسبع لجان بابوية. تتولى أمانة الدولة إدارة أعمال وتنسيق الكوريا تحت إشراف الكاردينال أمين الدولة. يمثل الرئيس الحالي الكاردينال بييدرو بارولين، ما يعادل منصب رئيس الوزراء بالنسبة للكرسي الرسولي. ويمثل رئيس الأساقفة بول غالاغر أمين قسم العلاقات مع الدول في أمانة الدولة، وزير خارجية الكرسي الرسولي. عين البابا فرنسيس الكاردينال بارولين في منصبه في 31 أغسطس 2013.
تُعدُّ أمانة الدولة الهيئة الوحيدة في الكوريا الواقعة داخل مدينة الفاتيكان، أما الهيئات الأخرى فتقع في مبان منتشرة في أجزاء مختلفة من مدينة روما، وتتمتع بحقوق إقليمية مماثلة لحقوق السفارات.
من بين أكثر مؤسسات الكوريا نشاطًا، دائرة عقيدة الإيمان التي تهتم بالشؤون العقائدية للكنيسة الكاثوليكية؛ ودائرة الأساقفة التي تنسق تعيين الأساقفة في جميع أنحاء العالم؛ ودائرة تبشير الشعوب التي تشرف على جميع الأنشطة التبشيرية؛ والمجلس البابوي للعدالة والسلام الذي يتناول السلم الدولي والقضايا الاجتماعية.
تتمثل السلطة القضائية في ثلاث محاكم، أولى هذه المحاكم محكمة الروتا الرومانية وتتولى النظر في الشؤون القضائية العادية، وأكثرها عددًا دعاوى البطلان المزعوم للزواج. ومحكمة التوقيع الرسولي العليا وهي محكمة الاستئناف العليا والمحكمة الإدارية، مهمتها النظر فيما يتعلق بقرارات محكمة الروتا الرومانية، والقرارات الإدارية للرؤساء الكنسيين (الأساقفة ورؤساء المعاهد الكنسية)، مثل إغلاق أبرشية أو عزل شخص ما من منصبه، وتشرف أيضًا على عمل المحاكم الكنسية الأخرى على جميع المستويات. أما محكمة التوبة الرسولية فلا تتناول الأحكام أو الأمور الرسمية الخارجية، بل تتولى المسائل الروحية، إذ تمنح العفو عن الخطايا، والإعفاءات الدينية من الحرمانات، وتخفيف العقوبات، والتصديقات، والصفح، وغيرها من النعم؛ بالإضافة إلى أنها تمنح صكوك الغفران أيضًا.
تنسق دائرة الشؤون الاقتصادية للكرسي الرسولي الشؤون المالية لإدارات الكرسي الرسولي، وتشرف على إدارة جميع المكاتب المسؤولة عن هذه الشؤون المالية، مهما بلغت درجة استقلالها الذاتي. أهم هذه المسائل هي إدارة أوقاف الكنسية الخاصة بالكرسي الرسولي.
تهتم دائرة البيت البابوي بالنظام الداخلي للبيت البابوي، وتشرف على تنظيم الجمهور والاحتفالات البابوية (باستثناء الجزء المتعلق بالطقوس الكنسية البحتة).
إن إعادة تنظيم الكوريا لتعزيز دورها في مهمة الكنيسة التبشيرية من أهم أهداف البابا فرنسيس، وتؤكد هذه الخطوة الإصلاحية أن الكوريا ليست بيروقراطية مركزية، بل إن مهمتها قائمة على خدمة الحبر الأعظم وأساقفة الأبرشيات، وعلى التواصل مع اتحاد الأساقفة المحليين. وبالمثل، ينبغي على الأشخاص العاديين المشاركة في أعمال هذه الإدارات وتقديم مداخلاتهم عندما تدعو الضرورة إلى ذلك.
لا يُحلّ الكرسي الرسولي عند وفاة البابا أو استقالته، بل يعمل في إطار مجموعة مختلفة من القوانين المستخدمة في فترة شغور الكرسي الرسولي. خلال هذه الفترة الفاصلة، يفقد جميع رؤساء المؤسسات في الكوريا الرومانية والأعضاء مهامهم (مثل رؤساء المجالس) على الفور، باستثناء المسؤول الأعلى عن التوبة، الذي يواصل دوره الهام فيما يتعلق بالعفو والصفح، والكاردينال المدبّر (كاميرلنغو) للكنيسة الرومانية المقدسة، الذي يدير الأملاك والحقوق الزمنية للكرسي الرسولي للقديس بطرس (مثل الممتلكات والشؤون المالية) خلال هذه الفترة. ثم تقع مسؤولية حكومة الكرسي الرسولي، أي الكنيسة الكاثوليكية، على عاتق مجمع الكرادلة. يمنع القانون الكنسي للكنيسة الكاثوليكية مجمع الكرادلة والكاردينال المدبّر (كاميرلنغو) من إدخال أي تجديد أو بِدَع في حكومة الكنيسة خلال هذه الفترة.
في 2001، بلغت إيرادات الكرسي الرسولي 422,098 مليار ليرة إيطالية (حوالي 202 مليون دولار أمريكي في ذلك الوقت) وبلغ صافي الدخل 17,720 مليار ليرة إيطالية (حوالي 8 مليون دولار أمريكي). وفقًا لمقال بقلم الكاتب ديفيد لي في دورية الغارديان، حدد تقرير من مجلس أوروبا عام 2012 قيمة قسم من أصول ممتلكات الفاتيكان بمبلغ يفوق 680 مليون يورو (570 جنيه إسترليني)؛ منذ يناير 2013، يدير باولو مينيني، مسؤول بابوي في روما، هذا الجزء من أصول الكرسي الرسولي، والمؤلف من استثمارات بريطانية، وممتلكات أوروبية أخرى، وفرع لتداول العملات. وصفت دورية الغارديان مينيني ودوره: «... في حقيقة الأمر، إن باولو مينيني مصرفي البابا. يرأس مينيني وحدة خاصة داخل الفاتيكان تسمى الشعبة الاستثنائية إيه بّي إس إيه - أي إدارة أملاك الكرسي الرسولي وتُعنى بالتعامل بأصول الكرسي الرسولي».
يمنح البابا الأوسمة، والتكريمات، وميداليات الكرسي الرسولي بصفته الحاكم المؤقت ومنبع الشرف للكرسي الرسولي، على غرار الأوسمة التي يمنحها رؤساء الدول الآخرون.

## وصلات خارجية
- الموقع الرسمي للكرسي الرسولي.